# أديسوا إتومي
أديسوا إدومي-ويلنغتون، المعروفة أيضًا باسم أديسوا إتومي،(من مواليد 22 فبراير 1986 أو 1988)، هي ممثلة نيجيرية. في عام 2014 لعبت دور البطولة في أول فيلم روائي طويل لها «الطرق على باب الجنة». فازت بجائزة أفضل ممثلة في دراما في حفل توزيع جوائز أفريكا ماجيك لاختيار الجمهور عام 2016 عن دورها في فيلم الدراما الرومانسية «سقوط» لعام 2015.

## النشأة والتعليم
ولدت إتومي في أويري بولاية إيمو بنيجيريا في 22 فبراير. تشير العديد من المصادر الرئيسية إلى أن عام ميلادها كان عام 1988. ومع ذلك في مقابلة نُشرت في يناير 2016 قالت إتومي أنها كانت تبلغ من العمر 29 عامًا. علاوة على ذلك نشرت شركة «أفريقيا تجيب» مقالة في مارس 2016 تفيد بأنها تبلغ من العمر 30 عامًا. والدها جندي من أصل إيسيني وأمها مهندسة من أصل يوروبي، وهي الأصغر بين ثلاثة أشقاء. التحقت إيتومي بمدرسة كورونا في جزيرة فيكتوريا بلاغوس، حيث انضمت إلى نادي الدراما في سن السابعة. بعد ذلك التحقت بكلية كوينز بلاغوس قبل أن تنتقل إلى المملكة المتحدة في سن الثالثة عشر. حصلت إتومي لاحقًا على دبلوم في «المسرح المادي والمسرح الموسيقي وفنون الأداء» من سيتي كوليدج كوفنتري في عام 2004 بعد أن أكملت هذه الدورات في عام 2006 بفروق ثلاثية، درست الدراما والأداء في جامعة ولفرهامبتون، وتخرجت مع مرتبة الشرف الأولى.

## مسار مهني مسار وظيفي
تشمل أعمال إتومي فيلم «التحكيم»،  و«حفل زفاف»، و «السقوط». أكسبها أدائها في السقوط جائزة ألإريكا ماجيك لاختيار الجمهور لأفضل ممثلة في الدراما لعام 2016. من الأفلام البارزة الأخرى التي ظهرت فيها هو فيلم «قصة جندي» (2015) و«بلا حظ» (2015) و «بضعة أيام» (2016). لعبت إيتومي دور شيلا في الموسمين الرابع والخامس من مسلسل «شوغا»، وهو مسلسل تلفزيوني عن الوقاية من فيروس نقص المناعة البشرية / الإيدز. بدأت إتومي دور البطولة في دور ضابطة شرطة سرية في مسلسل الجريمة «ضباط لاسجيدي»، والذي ظهر لأول مرة في يونيو 2016 على التلفزيون. ظهرت أيضًا في قائمة فوغ التي تضم 14 نجمة عالمية.

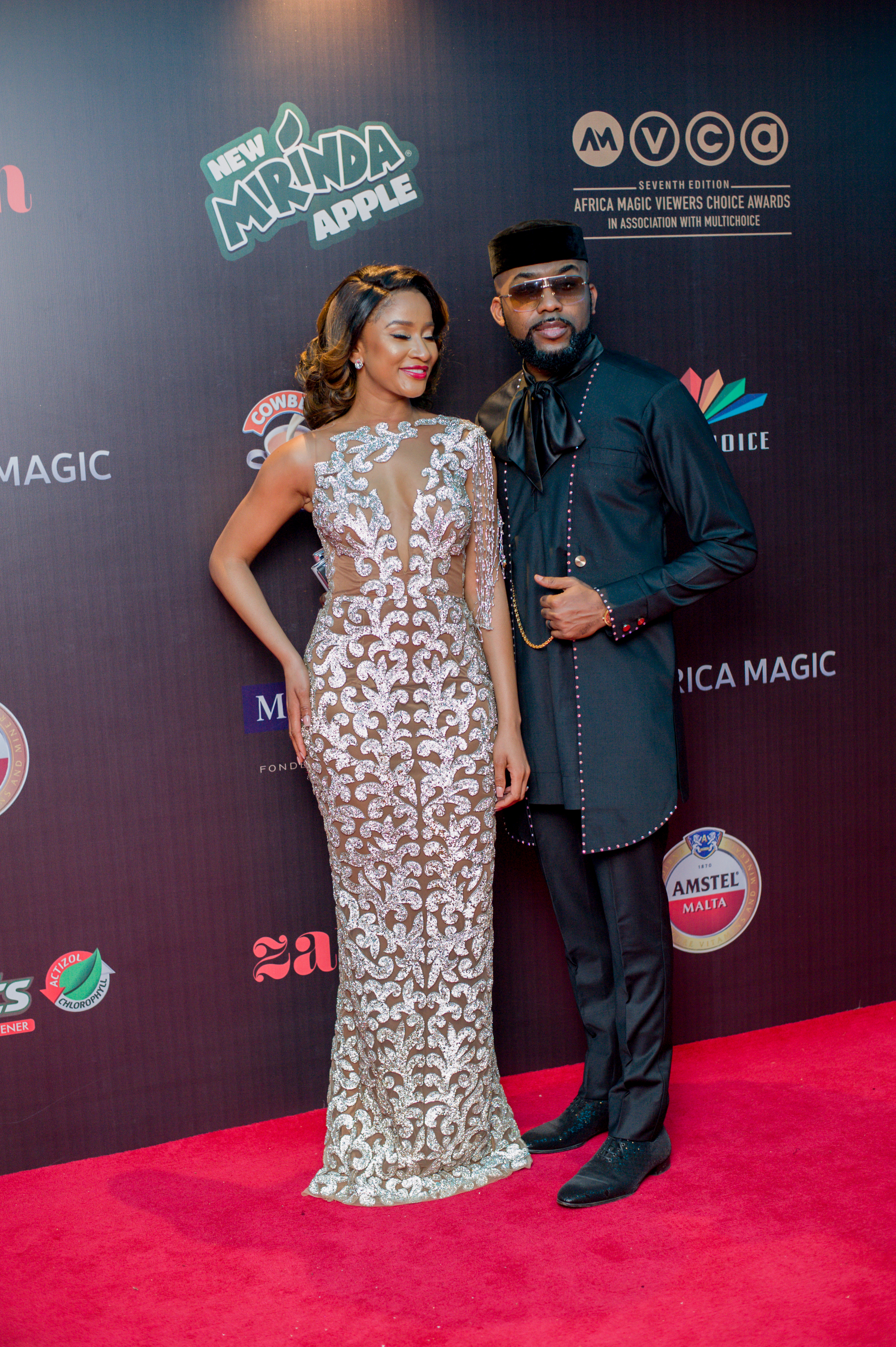
أديسوا إتومي وزوجها بانكي دبليو في حفل توزيع جوائز أفريكا ماجيك لاختيار الجمهور2020

تزوجت إيتومي من بانكي دبليو في فبراير 2017. عقد الزوجان زواجهما التقليدي في 19 نوفمبر، وحفل زفاف في 20 نوفمبر وعرس أبيض في 25 نوفمبر 2017؛ أقيم الحفل الأخير في كيب تاون بجنوب إفريقيا.